# Vicente Campesino y Mingo
Vicente Campesino y Mingo fue un pintor español del siglo XIX.

## Biografía
Pintor natural de Madrid, fue discípulo de Vicente Palmaroli y de la Escuela especial de Pintura, Escultura y Grabado. En la Exposición Nacional de Bellas Artes verificada en Madrid en 1876 presentó Un cantante en el siglo XVI. En la de 1878 Un paseo en verano en 1800, Una chula y Un chulo (tipos del pueblo bajo de Madrid). En la de 1881 Sección de música (reinado del emperador Carlos V) y Visita del cardenal Espinosa a Isabel de Valois. En 1884 presentó Prisión del Rey Francisco I de Francia en Madrid durante su enfermedad: 19 de setiembre de 1525.